# Русско-Теченское сельское поселение
Русско-Теченское се́льское поселе́ние — муниципальное образование в Красноармейском районе Челябинской области Российской Федерации. В рамках административно-территориального устройства муниципальное образование  соответствует административно-территориальной единице Русско-Теченский сельсовет.
Административный центр — село Русская Теча.

## История
Статус и границы сельского поселения установлены Законом Челябинской области от 9 июля 2004 года № 243-ЗО «О статусе и границах Красноармейского муниципального района и сельских поселений в его составе»

## Население
| 2002  | 2010  | 2011  | 2012  | 2013  | 2014  | 2015  |
| ----- | ----- | ----- | ----- | ----- | ----- | ----- |
| 1799  | ↘1679 | ↗1683 | ↘1665 | ↘1658 | ↘1649 | ↘1603 |
| 2016  | 2017  | 2018  | 2019  | 2020  | 2021  |       |
| ↘1580 | ↘1557 | ↘1486 | ↘1439 | ↘1428 | ↘1232 |       |

## Состав сельского поселения
| № | Населённый пункт     | Тип населённого пункта       | Население |
| - | -------------------- | ---------------------------- | --------- |
| 1 | Беликуль             | село                         | ↘170      |
| 2 | Нижнепетропавловское | село                         | ↘307      |
| 3 | Русская Теча         | село, административный центр | ↘1129     |
| 4 | Шуранкуль            | деревня                      | ↘73       |